# Skrýmir

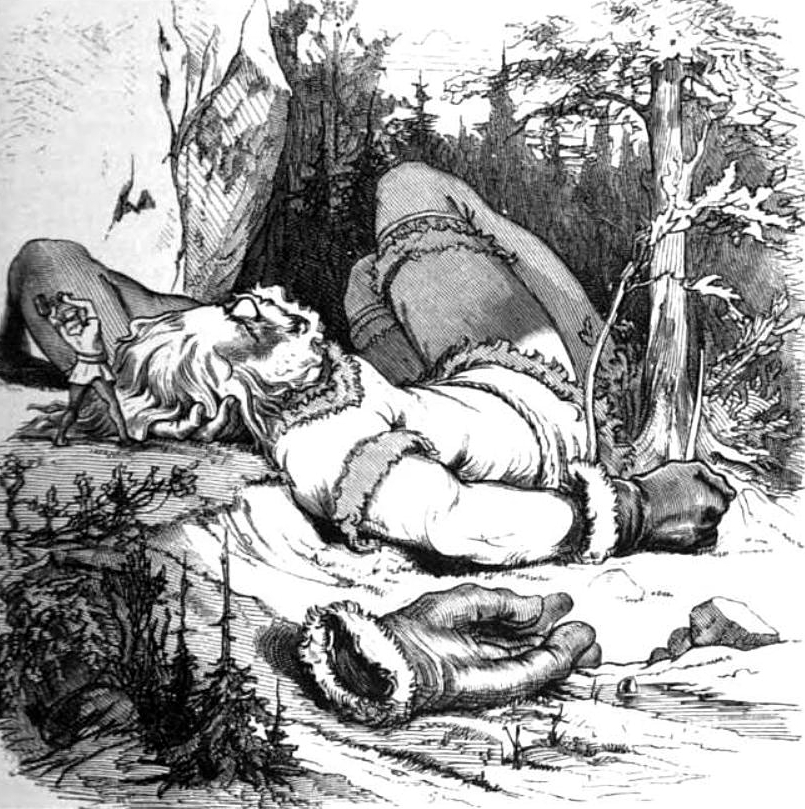
Thor batte Skrymir

Skrýmir è un gigante della mitologia norrena. Il suo nome significa "colui che si vanta".

## Thor contro Skrýmir
Skrýmir compare durante il viaggio fatto dagli dei Thor e Loki verso Útgarðr, la fortezza dei giganti dove dimora Útgarða-Loki.
Sul cammino i due dei, assieme ai servitori che Thor ha appena acquisito al suo servizio (Þjálfi e Röskva), alla ricerca di un rifugio per la notte entrano in una capanna dal grande ingresso. La notte un terremoto scuote il terreno, ed essi si rifugiarono in una stanza ancora più interna. Più tardi, poi, Thor ode una serie di grandi rombi e tuoni. Esce e vede un uomo di enormi dimensioni steso a dormire: è Skrýmir e quei suoni terribili sono il suo russare. Il gigante si sveglia, e dimostra di conoscere già Thor. Quindi raccoglie da terra la capanna, che in realtà era il suo guanto.
Successivamente il gigante, gli dei, e i due servitori di Thor fecero parte della strada assieme. Skrýmir porta sulle sue spalle un grande sacco di provviste. La notte successiva Thor prova più volte di uccidere Skrýmir, sfasciandogli il cranio con Mjöllnir, il suo martello, com'era solito fare coi giganti. Tuttavia Skrýmir si sveglia ogni volta indenne, chiedendo a Thor se per caso non gli sia caduta sulla testa una foglia, o una ghianda. Inoltre Thor non riesce in alcun modo a sciogliere la corda del sacco di Skrýmir.
Il giorno successivo, Skrýmir saluta i suoi compagni di viaggio, avvertendoli che a Útgarðr avrebbero incontrato giganti ben più possenti di lui.
Successivamente all'incontro con Útgarða-Loki, questi rivela che in realtà il gigante Skrýmir era egli stesso sotto mentite spoglie, e che Thor non aveva potuto manifestare la sua forza a causa di inganni magici. Si era protetto dal martello facendo sì che Thor mancasse la sua testa colpendo invece delle colline. Anche il sacco delle provviste, in realtà era legato da un ferro magico e indissolubile.
Non è impossibile pensare che inizialmente la storia di Skrýmir fosse indipendente da quella di Útgarða-Loki, e che solo in seguito le due siano state unite.
Questa è comunque una delle poche occasioni in cui la forza di Thor non riesce a primeggiare. Un'impresa disonorevole che, in seguito, il perfido Loki gli rinfaccia, negli insulti che rivolge a lui e a tutti gli altri dei nella Lokasenna.

## Influenza sui fumetti
La scena del guanto del gigante scambiato per capanna si ritrova, praticamente uguale, nella terza puntata della storia a fumetti Disney d'ambientazione fantasy intitolata Topolino e la Spada di Ghiaccio (prima nella cosiddetta Trilogia della spada di ghiaccio); a rifugiarsi nel guanto sono Topolino, Pippo, il troll Gunni Helm e il venerabile Yor.